# Louis Bernard de Rennes
Pour les articles homonymes, voir Bernard et Louis Bernard.
Louis Rose Désiré Bernard, dit Bernard de Rennes, est un homme politique français de la période de la Monarchie de Juillet, né à Brest le 11 mai 1788 et mort à Paris le 9 janvier 1858. Il est député de 1830 à 1834 et de 1836 à 1848.

## Biographie
Il est fils d'un négociant de Brest qui a épousé une demoiselle Lesné de Plouha. Après avoir fait ses études à La Flèche, puis au collège Saint-Barbe, il est, en 1810, admis au barreau de Rennes, et quoiqu'il ait voté contre l'acte additionnel, est, pendant les Cent-Jours, conseiller à la Cour impériale. Au retour des Bourbons, il redevient avocat et plaide, en 1815, pour le général Travot. Dix ans plus tard, une attaque du journal l'Étoile contre la mémoire de La Chalotais lui fournit l'occasion de se faire connaître à Paris (1826) ; il s'y lie avec Odilon Barot. Il défend encore sous le ministère de Polignac, le journal du commerce. Candidat des libéraux, le 23 juin 1830, dans deux circonscriptions, à Lannion et à Rennes, il est élu par toutes les deux, proteste avec l'opposition contre les Ordonnances de Saint-Cloud, fait partie de la Commission envoyée par la Chambre auprès du nouveau lieutenant-général du royaume et prend part à l'établissement du nouveau gouvernement qui le fait procureur général près la Cour royale de Paris. En cette qualité, il organise les parquets du ressort, dirige à Saint-Leu, l'instruction de la procédure relative à la mort mystérieuse du prince de Condé, et préside à l'interrogatoire des ministres de Charles X. Soumis comme fonctionnaire à la réélection, il obtint, le 21 octobre 1830, le renouvellement de son mandat, puis, sauf aux élections générales de 1834, est constamment réélu jusqu'en 1848. Il est rentré à la Chambre, le 19 mars 1836, comme député du Morbihan, en remplacement de M. Caradec démissionnaire. Il ne garde pas longtemps ses fonctions de procureur général, et préfère les échanger contre celles de conseiller à la Cour de cassation. À la Chambre des députés, il montre d'abord une certaine indépendance à l'égard du pouvoir, contre lequel il vote souvent. Il propose d'abolir entièrement le cautionnement des journaux politiques, d'abaisser le cens électoral jusqu'à 150 francs et se prononce même pour la liberté absolue de réunion et d'association. Mais à partir de 1833, il se range du côté de la majorité conservatrice et soutient, jusqu'à la fin, les derniers ministères du règne. Il vote ainsi l'indemnité Pritchard. En 1851, il devient président de la Cour de cassation.
On doit à Louis Bernard de Rennes, un grand nombre d'ouvrage de genres divers, depuis un Résumé de l'Histoire de Bretagne (1826) jusqu'à un vaudeville, La Craniomanie. 
Conseiller général du canton de Plouha et de celui d’Étables, il est président du conseil général des Côtes-du-Nord de 1844 à 1848.
Son frère, Joseph Bernard, avocat puis préfet, est député du Var de 1831 à 1834.

## Mandats électoraux
Député
- 23/06/1830 - 28/07/1830 : député des Côtes-du-Nord
- 05/07/1831 - 25/05/1834 : député des Côtes-du-Nord
- 19/03/1836 - 03/10/1837 : député du Morbihan
- 04/11/1837 - 02/02/1839 : député du Morbihan
- 02/03/1839 - 12/06/1842 : député du Morbihan
- 09/07/1842 - 06/07/1846 : député du Morbihan
- 01/08/1846 - 24/02/1848 : député du Morbihan